# Шип, Надежда Андреевна
Надежда Андреевна Шип (20 октября 1945, Антрацит, УССР СССР) — украинский историк, исследователь истории Украины XIX—XX веков, доктор исторических наук, профессор.

## Биография
Родилась 20 октября 1945 в городе Антраците.
В 1966 году окончила исторический факультет Луганского педагогического института. Преподавала историю и обществоведение в средней школе, работала завшкольным одтелом Свердловского райкома комсомола (Луганская обл.). В 1969—1979 годах — научный сотрудник Института истории АН УССР.
В 1977 году под руководством члена-корреспондента АН УССР Фёдора Павловича Шевченко защитила кандидатскую диссертацию на тему: «Роль высших учебных заведений в развитии русско-украинских связей во второй половине XVIII в». Была соавтором восьмитомной «Історії Українскої РСР». В 1979—1984 годах — заведующий редакцией истории издательства «Радянська школа». В 1984—1992 годах — старший научный сотрудник, в 1992—1998 годах — ведущий научный сотрудник отдела истории Украины XIX — начала XX века Института истории Украины НАН Украины. В 1995—1998 годах — ученый секретарь совета по защите диссертаций при институте.
В 1992 году защитила докторскую диссертацию на тему: «Интеллигенция на Украине (XIX в .): Историко-социологический очерк». С 1998 года — заведующий кафедрой общественных наук Украинской академии внешней торговли, с 2008 г. — профессор кафедры общественных и педагогических дисциплин Украинского государственного университета финансов и международной торговли.
Одна из сентенций Н. Шип: «Я люблю науку так же, как и она любит меня».

## Основные труды
- Русско-украинское культурное сотрудничество в XVIII — первой половине XIX в. Київ, 1988.
- Культурно-національне питання на Україні в другій половині ХІХ ст. // УІЖ. 1991. № 3.
- Интеллигенция на Украине (XIX в.). Київ, 1991.
- Нариси з історії українського національного руху. — Київ, 1994 (у співавторстві).
- Церковно-православний рух в Україні поч. XX ст. Київ, 1995.
- Видавнича і просвітницька діяльність Київської духовної академії // Київська старовина. 1999. № 3.
- «Українське питання» в Російській імперії (кінець ХІХ — поч. XX ст.). — Частини 2-3. Київ, 1999.
- Київська духовна академія — центр вищої духовної освіти Наддніпрянської України (ХІХ — поч. XX ст.) // УІЖ. 1999. — № 2.
- Етимологія і семантика терміна «Русь». — Київ, 2002.
- Суспільно-політичне і духовне життя українців у складі Російської імперії (ХІХ ст.): Нариси для самостійного опрацювання студентами. Київ, 2004.
- Навчально-методичний комплекс дисципліни «Історія України». Київ, 2005.
- Російсько-українська бюрократія в історичному вимірі // Україна: Пошуки оптимальної моделі бюрократії. Матеріали засідання Дискусійного клубу — Київ, 2005.
- Мораль і бізнес. Київ, 2010.
- Київська духовна академія в культурно-освітянському просторі України(1819—1919). Київ, 2010.
- Ідея всесловянської єдності у працях викладачів і студенів Київської духовної академії//Рукописна та книжкова спадщина України Вип. 17. Київ, 2013.
- Тарас Шевченко, Павло Чубинський — духовні символи українства. Київ, 2014.
- Чубинський Павло Платонович — поборник етнонаціональних прагнень українців//Україна в етнокультурному вимірі століть (До 175-річчя з дня народження видатного українського етнографа Павла Чубинського. Збірник наукових праць Інституту історичної освіти Національного педагогічного університету імені М. П. Драгоманова. Вип. 3. Київ, 2014.
- Релігійні аспекти в житті та творчості Т. Г. Шевченка// Феномен особистості та творчості Т. Г. Шевченка в сучасному культурологічному просторі. Зб. тез Всеукраїнської науково-практичної конференції. Ч. І. Миколаїв, 2014.
- Суспільні трансформації в Україні: куди йдемо? (Методологія осмислення)// Формування особистості в умовах транзиту. Київ, 2015.
- Духовно-православная идентичность славян// Культура. Политика. Понимание (философско-политические проблемы идентичности: Россия и современный мир). Материалы IV международной научной конференции (г. Белгород, 13-14 мая 2016 г). Белгород, 2016.
- Україна у міжнародній торгівлі (IX—XVIII ст).// Глобальні виклики розвитку національних економік. Матеріали Міжнародної науково-практичної конференції. Київ, 19 жовтня 2016 р. Ч ІІІ. Київ 2016.
- Слов’янська тематика в документах Інституту рукопису Національної бібліотеки України імені В. І. Вернадського. Вип. 20. Київ, 2016.
- Історіософські концепції цивілізаційної ідентичності українців// Вісник Київського національного торговельтно-економічного університету. 2017, № 2(112).
- Культурний компонент державотворення та євроінтеграції України// Гілея, 2017. Вип.119.
- Єпископ Порфирій і професори Київської духовної академії у Київському слов’янському благодійному товаристві// Церква — наука — суспільство: питання взаємодії. Присвячується 250-річчю від дня народження митрополита Євгенія (Болховітінова). Матеріали П’ятнадцятої Міжнародної наукової конференції (29 травня — 3 червня 2017 р.). Київ, 2017.
- Український модус слов’янофільства// Рукописна та книжкова спадщина України. Вип. 21. Київ, 2017.
- Інтелектуальний перехід від монометодології до методологічного плюралізму// EMINAK, 2018. № 1 (21), (січень — березень). Т. 3.
- Слов’янофільский проект розв’язання «польського питання» в Російській імперії (початок ХХ ст.)// Рукописна та книжкова спадщина України. Вип. 22. Київ, 2018.
- Участь Іваницького та його колег по Київській духовній академії у розгортанні гебраїстичних і сходознавчих студій у Всеукраїнській Академії Наук і Всенародній бібліотеці України (20-ті — початок 30-х років ХХ ст.// Віктор Федорович Іваницький. Життя, віддане книзі. Київ, 2018.
- Інтерпретація слов’янофілами польского й українського питань в Російський їмперії (друга половина ХІХ ст.// Рукописна та книжкова спадщина України. Вип 23. Київ, 2019.
- Історіософський вимір російсько-українського конфлікту на Донбасі (друге десятиріччя ХХІ ст.)// Virtus, № 32. март, 2019.
- Термінологічний ключ до вивчення суспільно-політичної думки в Росії (ХІХ ст.)// Рукописна та книжкава спадщина України. Вип 24. Київ, 2020.
- Слов’янофільство — духовний феномен ХІХ століття: погляд з Києва. Київ, 2021.
- Український патріот і соціал-демократ Сергій Подолинський (1850—1891)// Virtus, № 53, квітень, 2021.
- Наукова еволюція Василя Данилевича в часі та українському просторі. Київ, 2023.